# 한다정 (아이치현)
한다정(半田町)은 아이치현 지타군에 설치되었던 정이다. 현재의 한다시에 해당한다.